# Fascículo arqueado
El fascículo arqueado es la ruta neuronal que conecta la parte posterior de la unión temporoparietal con la corteza frontal del cerebro.

## Neuroanatomía
Aunque tradicionalmente se pensaba que el fascículo arqueado conectaba las áreas de Broca y de Wernicke, los estudios más recientes demuestran que en realidad conecta las áreas receptivas posteriores con las áreas premotoras y motoras, y no con el área de Broca.
A pesar de que sigue debatiéndose al respecto de cuáles son las regiones concretas que conecta el fascículo arqueado, se ha demostrado que esta conectividad corresponde a diversas áreas funcionales en los lóbulos temporal, parietal y frontal. A medida que se incrementa la anisotropía fraccional del arqueado, también aumenta el grosor cortical de las áreas correspondientes. Estos hallazgos sugieren que los componentes particulares de la microestructura de la sustancia blanca, y los incrementos localizados del grosor cortical, son beneficiosos para ciertos aspectos del procesamiento del lenguaje. Además, las relaciones topográficas establecidas entre mediciones independientes de la integridad de la sustancia blanca y de la sustancia gris sugieren que el desarrollo de interacciones ambientales influye tanto sobre la estructura como sobre la función cerebral. Así, el fortalecimiento de este tipo de asociaciones puede desencadenar procesos patofisiológicos que influyen sobre los sistemas lingüísticos.

## Patología
Los daños en esta ruta neuronal pueden causar una forma de afasia conocida como afasia de conducción, en la que se mantienen preservadas tanto la comprensión como la producción espontánea del lenguaje, pero existe un deterioro en la capacidad de repetición.
En nueve de cada diez personas con sordera tonal, no puede detectarse el fascículo arqueado superior del hemisferio derecho, lo que sugiere una desconexión entre la circunvolución temporal superior posterior y la circunvolución frontal inferior posterior. Los investigadores sugieren que el origen de este trastorno está en la circunvolución temporal superior posterior.

## Estudio sobre sus alteraciones
Un estudio de la universidad de Harvard publicado en la revista Biological Psychiatry demuestra que los niños que hayan sufrido abuso verbal de parte de sus padres presentan anormalidades en su fascículo arqueado, generando así, una dificultad en el habla y comprensión oral durante el resto de su vida.